# Seo Yeong-joo
Dans ce nom coréen, le nom de famille, Seo, précède le nom personnel.
Pour les articles homonymes, voir Seo.
Seo Young-joo (hangeul : 서영주 ; hanja : 徐榮柱 ; RR : Seo Yeong-ju ; MR : Sŏ Yŏng-ju) est un acteur sud-coréen, né le 16 février 1998 à Séoul (Gyeonggi).

## Biographie

### Jeunesse et formation
Seo Young-joo naît le 16 février 1998 à Séoul, en Gyeonggi.
Élève d'une école primaire, il est choisi dans la rue pour participer, en tant que figurant, à la série fantastique The Legend (태왕사신기, 2007).
Début des années 2010, il fréquente le collège de l'université Chung-Ang (중앙대학교사범대학부속중학교) (Séoul), où il joue dans une pièce intitulée 오아시스 세탁소 습격사건 (litt. « Attaque contre la blanchisserie Oasis ») en première année, avant de l'abandonner en troisième année pour étudier le théâtre au Korea Arts High School (한국예술고등학교).
Il admire l'acteur Cho Seung-woo, qu'il considère comme modèle.

### Carrière

#### Débuts
Seo Young-joo commence sa carrière, en 2008, âgé de dix ans, incarnant l'héritier de Han Baek dans le film historique King Protector (2008) de Yoo Ha.
L'année suivante, il joue la jeunesse de Jin Do-hyeok, interprété par Lee Joon-gi, ancien journaliste pour journal à scandales, dans la série d'action comique Hero (2009).

#### Révélation
Début avril 2011, Seo Young-joo joue Bong Ma-roo qui abandonne sa famille pour suivre Tae Yeon-sook, personnage interprété par Lee Hye-young, avec qui il vivra dans le luxe sous le nom de Jang Joon-ha, dans la série dramatique Can You Hear My Heart. Début décembre, il est choisi parmi les 600 candidats pour le rôle principal, celui de Jang Ji-gu, aux côtés de Lee Jeong-hyeon qui joue sa maman, dans le film dramatique Juvenile Offender (2012) de Kang Yi-kwan. Pour incarner le délinquant juvénile, « le réalisateur Kang Yi-kwan m'a conseillé d'observer les jeunes délinquants autour de moi. La première fois que je suis allé au centre de détention pour mineurs pour le tournage, j'étais vraiment effrayé, mais au fil du temps, j'ai réalisé qu'il s'agissait simplement de garçons ordinaires. Je n’ai pas eu l’occasion de leur parler beaucoup, mais les brèves conversations que j’ai eues avec eux ont été utiles. ».

« Seo Young-joo est un acteur avec un regard incroyablement profond et un bon masque qui ne correspond pas à son âge. »

— Kang Yi-kwan, réalisateur de Juvenile Offender
Pour ce rôle, il remporte, fin octobre 2012, le prix du meilleur acteur lors de la cérémonie de clôture du 25e Festival international du film de Tokyo (Japon), où il est le premier sud-coréen à l'obtenir,, et, mi-décembre, au 14e Festival international du film Cinemanila (en) (Philippines).
En 2012, il apparaît incarnant la jeunesse de Macao Park, personnage interprété par Kim Yoon-seok, dans le film d'action Les Braqueurs (도둑들) de Choi Dong-hoon.
Début mai 2013, il vient de finir le tournage du film dramatique « très osé » Moebius de Kim Ki-duk, aux côtés de Jo Jae-hyeon et Lee Eun-woo. À 15 ans, il y joue le fils dans tous les scènes de lit avec Lee Eun-woo. Ce film, malgré la censure du Korea Media Rating Board à deux reprises en raison de scènes incestueuses entre mère et fils, est intégralement projeté en avant-première mondiale à la Berlinale en septembre de la même année. Kim Ji-hye, journaliste de SBS News, applaudit les trois acteurs, « surtout Seo Young-joo pour son jeu d'acteur, car exposer ses émotions extrêmes n'auraient pas été faciles à digérer à l'âge de dix ans ».
Début juillet 2015, à 17 ans, il est choisi par Lee Han-seung, metteur en scène, pour lui donner l'opportunité d'interpréter Alan, personnage principal jadis interprété par de nombreux acteurs seniors, dans la pièce Equus : « C'est un rôle que j'ai toujours voulu jouer », avoue-t-il. D'ailleurs, il y retrouve Jo Jae-hyeon qui interprète Dysart, le psychiatre. La même année, le réalisateur, Kim Jee-woon, après avoir assisté à cette pièce et admiré sa performance scénique, lui propose d'incarner Joo Dong-seong, le jeune étant soupçonné d'être espion japonais, dans son film d'espionnage historique The Age of Shadows (2016), aux côtés des acteurs Song Kang-ho et Gong Yoo. Avec sa « performance inouïe », il « est en train de devenir un acteur de la nouvelle génération ».

#### Retour à l'université
Début novembre 2015, Seo Young-joo est admis au département de théâtre et de cinéma de l'université Sejong (Séoul), avec une bourse complète pour quatre ans.
Début novembre 2016, il confirme être engagé pour le rôle de Lee So-woo, un des étudiants en quête de la vérité qui entoure la chute mortelle de leur ami, dans la série de suspense Solomon's Perjury, adapté du roman éponyme de la japonaise Miyuki Miyabe.
Mi-août 2017, il décroche le rôle de Bae Dong-moon, un homme gentil et innocent qui aime Jeong-hee — personnage interprété par la chanteuse Bona — depuis longtemps, dans la série initiatique Girls' Generation 1979 (2017). Il reçoit des critiques favorables des téléspectateurs.
Même année, il joue dans la pièce 조제, 호랑이 그리고 물고기들 (litt. « Josée, le tigre et le poisson »),.
Mi-décembre 2018, il est confirmé pour jouer Han Dong-soo, un garçon n'ayant ni rêve ni espoir pour l'avenir, dans la série dramatique Beautiful World.
Fin mars 2019, il incarne Joy, un jeune homme de 17 ans souffrant d'une maladie congénitale et rêvant d'une vie indépendante, dans la pièce 킬 미 나우 (litt. « Tue-moi maintenant »), au théâtre S du Centre culturel de Sejong.
Fin février 2020, il est choisi pour incarner Clifford Anderson, un écrivain en herbe, dans la pièce Deathtrap d'Ira Levin. Mi-octobre, il joue Kim Do-geon, un garçon qui rêve d'une vie ordinaire, dans la série dramatique Begins ≠ Youth (2024), suivant l'histoire des sept garçons dans la vision du monde, inspirée de l'univers du groupe sud-coréen BTS.
Mi-septembre 2021, il incarne Yoon-ho dans la comédie dramatique Ten Months de Namkoong Sun, présenté au Festival international du film de Busan en octobre suivant.

#### Service militaire
Le 28 novembre 2023, Seo Young-joo s'enrôle au centre de formation de base de l'armée.

## Filmographie partielle

### Films
- 2008 : King Protector (쌍화점) de Yoo Ha : Han-baek, jeune (premier long métrage)
- 2012 : Les Braqueurs (도둑들) de Choi Dong-hoon : Macao Park, jeune
- 2012 : Juvenile Offender (범죄소년) de Kang Yi-kwan : Jang Ji-goo
- 2013 : Moebius (뫼비우스) de Kim Ki-duk : le fils
- 2016 : The Age of Shadows (밀정) de Kim Jee-woon : Joo Dong-seong
- 2021 : Ten Months (십개월의 미래) de Namkoong Sun : Yoon-ho
- 2024 : Veteran 2 (베테랑 2) de Ryoo Seung-wan : l'homme en survêtement

### Séries télévisées
- 2009 : Hero (히어로) : Jin Do-hyeok, jeune (première série)
- 2010 : First Marriage (초혼) : Chang-soo
- 2011 : Can You Hear My Heart (내 마음이 들리니) : Jang Joon-ha, jeune / Bong Ma-roo
- 2011 : Gyebaek (계백) : Gyogi, jeune
- 2012 : Fashion King (패션왕) : Kang Yeong-geol
- 2012 : May Queen (메이퀸) : Il-moon
- 2012 : Family Photo (가족사진) : Han Jin-woo
- 2013 : Golden Rainbow (황금무지개) : Kim Man-won
- 2015 : Hello Monster (너를 기억해) : Lee Jung-ha (épisodes 6 et 7)
- 2016 : Solomon's Perjury (솔로몬의 위증) : Lee So-woo
- 2017 : Girls' Generation 1979 (란제리 소녀시대): Bae Dong-moon
- 2019 : Beautiful World (아름다운 세상) : Han Dong-soo
- 2023 : Tale of the Nine Tailed 1938 (구미호뎐 1938) : Satori
- 2024 : Begins ≠ Youth (en) (비긴즈유스) : Kim Do-geon

## Théâtre
- 2015 : Equus (에쿠스) de Peter Shaffer, mise en scène par Lee Han-seung, au Vivaldi Park Hall, à Séoul : Alan[16],[17]
- 2017 : 조제, 호랑이 그리고 물고기들 (litt. « Josée, le tigre et le poisson »), au 	CJ Ajit Daehangno, à Séoul[23] : Tsuneo[4]
- 2019 : 킬 미 나우 (litt. « Tue-moi maintenant »)[5], au théâtre S du Centre culturel de Sejong, à Séoul[25]
- 2020 : Deathtrap (데스트랩), d'Ira Levin et mise en scène par Kim Mi-kyung au bâtiment 1 de Daehangno, à Séoul[26]

## Distinctions

### Récompenses
- Festival international du film de Tokyo 2012 : meilleur acteur pour Juvenile Offender[10]
- Cinemanila International Film Festival 2012 (en) : meilleur acteur pour Juvenile Offender[11]